# Misfire - Bersaglio mancato
Misfire - Bersaglio mancato è un film del 2014 diretto da R. Ellis Frazier.
Il film, che ha come protagonisti Gary Daniels e Vannessa Vasquez, è stato distribuito sotto forma di DVD nell'ottobre 2014.